# Пиърс Браун
Пиърс Браун (на английски: Pierce Brown) е американски сценарист и писател на бестселъри в жанра научна фантастика.

## Биография и творчество
Роден е на 28 януари 1988 г. в Денвър, Колорадо, САЩ, в семейството на Гай Браун, банкер, и Колийн Браун, изпълнителен директор на „Фишър Комуникейшънс“. Израства в седем различни щата. Завършва през 2010 г. политология и икономика в Университета Пепърдайн.
След дипломирането си различни работни места, основно като мениджър на социалните медии в стартираща технологична компания, работник в политическата кампания на NBC и ABC. Заедно с работата си опитва да пише романи. Пише шест ръкописа, които са отхвърлени от издателите. Първият си публикуван роман написва за два месеца в гаража на родителите си.
Първият му роман „Червен изгрев“ от едноименната дистопична поредица е публикуван през 2014 г. В далечното бъдеще цялата Слънчева система е колонизирана, а човечеството е управлявано в тоталитарно кастово общество. Главният герой Дароу е от най-нисшата каста на Червените. Те са изпратени с измама да работят в мините на Марс и той се включва в бунтовническата групировка Синовете на Арес. Задачата му е да проникне в Института, където се обучават децата на висшата каста на Златните и да стане един от тях като част от борбата за промяна. Книгата става бестселър, а другите две части достигат до първите места. Получава награда през 2014 г. от „Goodreads“ за най-добър писател и през 2015 г. най-добър роман в жанра научна фантастика. Поредицата е приета за екранизация, а той пише сценария.
Пиърс Браун живее в Лос Анджелис.

## Произведения

### Серия „Червен изгрев“ (Red Rising)
1. Red Rising (2014)
Червен изгрев, изд.: „Сиела“, София (2015), прев. Светлана Комогорова
2. Golden Son (2015)
Златен син, изд.: „Сиела“, София (2016), прев. Светлана Комогорова
3. Morning Star (2016)
Утринна звезда, изд.: „Сиела“, София (2017), прев. Светлана Комогорова
4. Iron Gold (2018)
5. Dark Age (2019)
6. Light Bringer (2023)